# Таслицкий, Борис
Борис Таслицкий (фр. Boris Taslitzky; 30 сентября 1911 года, Париж — 9 декабря 2005 года, Париж) — французский художник с левыми взглядами, наиболее известный своими образными изображениями некоторых сложных моментов в истории XX века. Его работы считаются образцами социалистического реализма в искусстве Франции.

## Биография
Борис Таслицкий родился в семье русских, которые эмигрировали во Францию после подавления русской революции 1905 года. Его отец, инженер, погиб во время Первой мировой войны, и Борис остался сиротой.
Начал рисовать в возрасте пятнадцати лет, посещал академии Монпарнаса, ходил в Лувр и копировал великих мастеров, таких как Рубенс, Делакруа, Жерико или Курбе. В 1928 году поступил в Школу изящных искусств в Париже, учился у Люсьена Симона, Жака Липшица и Жана Люрса искусству создания гобелена.
В 1935 году он вступил в Коммунистическую партию Франции, работал в художественных организациях.
В 1936 году поддерживал Народный фронт и его культурную политику. На некоторых его картинах изображены шахтеры, участвовавшие в забастовках 1936 года.
Таслицкий также побывал в Испании во время гражданской войны в Испании, а в 1937 году на Международной выставке искусства и технологий в современной жизни, рядом с «Герникой» Пабло Пикассо, он выставил картину под названием «Телеграмма», посвященную Гарсиа Лорке.
Он был призван во французскую армию в августе 1939 года, был на фронте, в июне 1940 года попал в плен к немцам. Ему удалось бежать из лагеря в Мелане в августе и он стал участником Движения Сопротивления, действовавшего во время германской оккупации Франции.
Арестованный специальными бригадами (Вишистская полиция) в ноябре 1941 г. и приговорённый к двум годам тюремного заключения, он был переведен в тюрьмы Риома и Мозака, затем в лагерь Сен-Сюльпис-ла-Пуант, где расписал фресками стены некоторых домов, келий и часовни. В последний день июля 1944 года он был депортирован в одном из последних транспортных средств в Бухенвальд, где ему удалось сделать более 200 карандашных рисунков, свидетельствующих о жизни в лагерях. Его зарисовки были сделаны на бумаге, украденной с риском для жизни у немцев из проектного бюро СС. Создал «бухенвальдские портреты» сокамерников.
Мать Бориса Таслицкого была доставлена в тюрьму Вель-д’Ив и умерла по дороге в Освенцим.
В 1946 году, после войны, Луи Арагон опубликовал сотню его рисунков Бухенвальда. Таслицкий начал читать лекции в Высшей национальной школе декоративного искусства, стал генеральным секретарем Союза пластических искусств и в том же году был удостоен премии Блюменталя за живопись.
В 1945 году, после освобождения, в память о погибшей в Освенциме жене французского коммуниста Лорана Казановы, он написал «Смерть Даниэль Казановы» в форме светского рендеринга Пьеты.
В Осеннем Салоне 1951 года Riposte, картина с изображением докеров в Марселе, отказывающихся грузить оружие, предназначенное для войны в Индокитае, была снята полицией. В 1952 году он отправился в Алжир, тогда ещё остававшийся французской колонией, чтобы создать картины, рассказывающие о плохих условиях, в которых живут люди, и осудить колониализм.
Его искусство включало работы о Первой Индокитайской войне, Вьетнамской войне, государственном перевороте, приведшем к власти Аугусто Пиночета в Чили в 1973 году, апартеиде в Южной Африке и событиях в Заире.
Уже награжденный военным крестом 1939—1945 годов и военной медалью, Таслицкий был удостоен рыцарского звания в Почетном легионе в 1997 году с титулом «Сопротивление и депортация».
Его работы, которые часто называют образцами социалистического реализма в искусстве, представляют собой свободную интерпретацию жанра. Его жизнь была отмечена великими потрясениями двадцатого века, а его творчество и политическая деятельность свидетельствуют о высоком чувстве ответственности Таслицкого как художника.
Скончался Борис Таслицкий 9 декабря 2005 года в Париже. Похоронен на парижском кладбище Монпарнас.

## Коллекции
•	Национальный музей современного искусства, Париж
•	Пушкинский музей, Москва
•	Музей современного искусства де ла Виль де Пари
•	Cité nationale de l’histoire de l’immigration
•	Галерея Тейт, Лондон : Les Grèves de juin 1936 (1936), La Mort de Danielle Casanova (этюд) (1949), Riposte (1951).